# Departamento de Lima (1821-2003)
El Departamento de Lima, hasta 1823 como Departamento de la Capital fue la denominación del departamento del Perú que abarcaba los actuales Departamento de Lima Provincias y Provincia de Lima Metropolitana en un solo gobierno.

## Historia
Véase: Departamento de Lima y Provincia de Lima

### Protectorado de San Martín
José de San Martín el 12 de febrero de 1821 dictó un Reglamento Provisorio, dividiendo todo el territorio libre de la dominación española, en cuatro departamentos, el de Trujillo, el de Tarma, el de Huaylas y el de La Costa.

1. El territorio que actualmente se halla bajo la protección del ejército libertador, se dividirá en cuatro departamentos, comprehendidos en estos términos: (...) los de Santa, Chancay y Canta; formarán el Departamento denominado de la Costa.

2. En cada sección de estas, habrá un presidente de departamento: la residencia de los dos primeros, será en Trujillo, y Tarma; la del tercero en Huaráz, y la del cuarto en Huaura
Decreto del 12 de febrero de 1821

Los partidos del Cercado de la Capital, Yauyos, Cañete, Ica, y el Gobierno de Huarochiri formarán uno de los Departamentos libres del Perú, bajo la denominación de Departamento de la Capital.
Decreto del 4 de agosto de 1821

### Federación de los Andes
El Bajo Perú sería dividido en dos regiones: Norte y Sur, correspondientes a las audiencias de Lima y Cuzco respectivamente (muy similar a la organización de la confederación de Santa Cruz), para impedir que se volviera el poder dominante en su soñada federación. El prefecto de Arequipa, Antonio Gutiérrez de La Fuente, quedaría a cargo de realizar este proyecto. Esa última ciudad era la capital del proyectado estado peruano meridional, debido a esa autonomía de Lima, beneficios comerciales, el evitar la separación de Charcas y conseguir el dominio sobre su departamento homónimo, Puno y Cuzco, Bolívar esperaba contar con el apoyo arequipeño en su proyecto. Pero esa bifurcación solo generó rechazo en los peruanos.

### Confederación Perú-Boliviana
Véase también: Departamento de Lima (Confederación Perú-Boliviana)
En 1835, el presidente Salaverry escindió la provincia de Santa para crear el departamento de Huaylas. Dicho acto fue continuado por Andrés de Santa Cruz al año siguiente, y tras la Guerra de la Confederación por Agustín Gamarra, denominándolo como Áncash. También en 1836 fue creada la provincia litoral del Callao, en adelante separado del departamento limeño.
Lima envió diputados a la Asamblea de Huaura de agosto de 1836, en donde fue redactada la Constitución del Estado Nor Peruano con la tutela del entonces presidente rebelde Luis José de Orbegoso y Moncada en plena guerra civil peruana desde 1835. La constitución proclamó el Estado Nor-Peruano y la alianza con las fuerzas bolivianas de ocupación para la creación de la Confederación Perú-Boliviana.
Con la victoria de Orbegoso, la Ley Fundamental de 1837 en Tacna, con aprobación del auto proclamado supremo protector Andrés de Santa Cruz, reconoció a Lima como un departamento fundador de la Confederación.
Lima también tenía diputados en el Congreso de la Confederación como parte del grupo parlamentario nor-peruano.

### Era del Guano
En 1855, el entonces presidente Ramón Castilla escindió la provincia de Ica y la convirtió en una provincia litoral y Once años más tarde, Mariano Ignacio Prado la convierte en el actual departamento de Ica.
La Villa de Huacho, fue elevada a la categoría de ciudad, por ley del 10 de noviembre de 1874 considerándose como capital de provincia. Esta ley fue iniciativa de los diputados, por Tumbes y Paita, José Domingo Coloma y Juan Barreto, respectivamente siendo promulgada por el presidente Manuel Pardo y siendo ministro de Gobierno don Ricardo Espinoza y hoy en actualidad la Provincia de Huaura.

### Estados Unidos Perú-Bolivianos
El 11 de junio de 1880, pocos días después de la derrota en la batalla de Tacna, bajo los mandatos de Nicolás de Piérola y Narciso Campero, ambos gobiernos firmaron en Lima un protocolo sobre las bases preliminares de la unión federal, que preveían:
[...] para afianzar la independencia y la inviolabilidad, paz interior y seguridad exterior de los Estados comprendidos, así como para promover su prosperidad (punto I). Los departamentos de cada una de las dos repúblicas se erigirían en Estados autónomos, con instituciones y leyes propias. Se juntarían Tacna y Oruro, y Potosí y Tarapacá (punto II); y las regiones del Chaco y del Beni y de la montaña peruana formarían distritos federales. Los Estados serían iguales en derechos y tendrían una ciudadanía común (punto V); habría un gobierno nacional conformado por los tres poderes clásicos; y la conducción de la política exterior de la Unión correspondería al Poder Ejecutivo Federal. El Presidente de la Unión sería elegido en votación directa por los ciudadanos de los Estados

### República Aristocrática
En 1916, la provincia de Cajatambo, que entonces incluía a la actual provincia de Oyón, fue transferida al departamento de Lima. 

### Era del TerrorismoyÉpoca Empresarial
La Provincia de Oyón se crea mediante Ley N.º 24330 del 5 de noviembre de 1985, en el gobierno del Presidente Alan García, separándose de la Provincia de Cajatambo, dividida en seis distritos: Pachangara, Andajes, Naván, Cochamarca, Caujul y Oyón, siendo esta última la capital de la provincia. siendo su primer Alcalde Provincial de transición de Distrito a Provincia el Sr. Laureano Baldeón Urreta
Lima estuvo durante la era del terrorismo bajo gobierno de la República Popular de Nueva Democracia.
Por ese entonces, la autoridad gubernamental de todo el departamento recaía en el Prefecto de Lima, posteriormente las autoridades para el desarrollo fueron otorgadas a los Consejos Transitorio de Administración Regional de Lima (CTAR - LIMA) y luego a la Corporación de Desarrollo para Lima y Callao (CORDELICA). 
Con el transcurrir del tiempo, el territorio se siguió subdividiendo quedando la provincia aún hacia los años 1980 dentro de la jurisdicción departamental.  Pero, desde aquella época, se fue previendo la necesidad de separarla del departamento por la gran inmigración que comenzó hacia 1950.  Esta decisión se toma recién en el 2002, al cambiar al sistema regional, delegando las funciones regionales de la provincia de Lima a la Municipalidad Metropolitana de Lima y las otras provincias al Gobierno Regional de Lima, con sede en Huacho; mientras que la administración de la Provincia del Callao, recae en un nuevo Gobierno Regional.

## División Territorial
Los 8 departamentos originales del Perú se dividieron en 55 provincias. La distribución por departamento era la siguiente: Lima 9 provincias, Trujillo 7, Arequipa 8, Tarma 3, Huamanga 7, Cuzco 11, Huaylas 5 y Puno 4.
| Provincias                   | Capital                    |
| ---------------------------- | -------------------------- |
| Barranca (desde 1988)        | Barranca                   |
| Callao (hasta 1836)          | Callao                     |
| Canta                        | Canta                      |
| Cañete                       | San Vicente de Cañete      |
| Chancay (dividido en 1988)   | Chancay                    |
| Arnedo o Huaral (desde 1988) | Villa de Arnedo Huaral     |
| Huaura (desde 1988)          | Huacho                     |
| Ica (hasta 1866)             | Villa de Valverde o Ica    |
| Lima                         | Ciudad de los Reyes o Lima |
| Oyón (desde 1985)            | Oyón                       |
| Cajatambo                    | Cajatambo                  |
| Santa (hasta 1836)           | Santa María de la Parrilla |
| Yauyos                       | Yauyos                     |
| Huarochirí                   | Huarochirí Matucana        |

## Territorio
En lo que respecta a su territorio, Lima se encuentra dividido entre los modernos departamentos peruanos de Lima e Ica y Costa de Ancash, así como también las áreas de régimen especial de la Provincia Constitucional del Callao y la Provincia de Lima.